# The Phoenix
The Phoenix är namnet på flera amerikanska tidskrifter publicerade av Phoenix Media/Communications Group i Boston, Massachusetts, såsom Boston Phoenix, Providence Phoenix, Portland Phoenix och den nu nedlagda Worcester Phoenix.